# Work
Work е дебютния сингъл на австралийската рапърка Иги Азалия. Песента е първият сингъл от дебютния ѝ албум The New Classic. Издадена е на 17 март 2013 г. във Великобритания. Написана е от Иги Азалия и е продуцирана от 1st of Down и The Invisible Men.

## Музикален видеоклип
Видеото към песента е пуснато на 13 март 2013 г.Заснето е от Джонас и Франсоа.То започва с Иги Азалия, ходеща в пустиня. После тя е снимана до джип, а след това – караща колело. После тя е снимана как танцува в бар, а накрая тя е показана караща кола.

## Изпълнения на живо
Иги Азалия изпълни песента, когато подгряваше Рита Ора на турнето ѝ Radioactive Tour.

## История на издаване
Чрез Twitter Иги Азалия разкри датите на издаване на песента.
| Държава        | Дата         | Формат            |
| -------------- | ------------ | ----------------- |
| Великобритания | 17 март 2013 | Дигитално сваляне |
| Европа         | 18 март 2013 | Дигитално сваляне |
| САЩ            | 19 март 2013 | Дигитално сваляне |

## Позиции в музикалните класации
| Държава                           | Позиция |
| --------------------------------- | ------- |
| Великобритания (UK R&B Chart)     | 11      |
| Великобритания (UK Singles Chart) | 55      |

## Траклист
Дигитално сваляне (сингъл)
1. "Work" – 3:43